# Pandilla Ryno-Skachevsky
La Pandilla Ryno-Skachevsky (Банда Рыно—Скачевского en ruso) fue un grupo terrorista organizado por un grupo de jóvenes que llevaron a cabo ataques racistas. Ryno afirmó que desde agosto de 2006 había matado a 37 personas, unas 20 de ellas con su amigo Skachevsky.

Según la investigación, resultó que en el verano de 2006, Artur Ryno, quien llegó de Ekaterimburgo e ingresó al primer año de la Escuela de Artes Aplicadas de Arte de Moscú, y su amigo Pavel Skachevsky, estudiante de segundo año del ruso Universidad de Educación Física que se graduó de la escuela con una medalla de oro, formó un grupo para matar a los caucásicos y personas de Asia Central, que, como creían, "llenaron la capital".
— Tribunal Municipal de Moscú

## Historia
El 17 de abril del 2007 la migrante armenia Karen Abramian fue apuñalada por un sujeto encapuchado, mientras este gritaba consignas nacionalistas.

### Condenas
En diciembre de 2008, Artur Ryno, estudiante de la Escuela de Artes Aplicadas de Moscú (antigua Escuela de Kalinin), y Pavel Skachevsky, estudiante de la Universidad Estatal Rusa de Educación Física,) cada uno recibió diez años en una colonia penal de modo común cada uno. El tribunal también les exigió 4 millones de rublos. Por lo tanto, el tribunal satisfizo plenamente dos demandas civiles de las víctimas por 1 millón de rublos. y 3 millones de rublos.
Otros miembros del grupo también fueron condenados a largas penas: Roman Kuzin, 20 años de prisión, Vitaly Nikitin, 12 años, Ivan Kitaikin a 10 años y Denis Lavrinenkov a 6 años. Dos acusados más Nikolai Dagaev y Svetlana Avvakumova fueron absueltos. El motivo de la comisión de los delitos, según los investigadores, fue "una actitud negativa persistente hacia las personas de origen no eslavo, principalmente personas de las ex repúblicas soviéticas de las regiones de Asia Central y Transcaucasia". Los mismos acusados se autodenominaron "soldados rusos que limpiaron la ciudad de invasores". La razón dada fue que él y Pavel Skachevsky eran "Líderes de una pandilla violenta que golpeaba a los migrantes y publicaba películas de sus ataques en Internet. Se consideraba que cometían un comportamiento inaceptable al fomentar actividades delictivas graves y tratar de provocar a otros a cometer actos delictivos graves".

### Sospechosos encarcelados
Por el asesinato de una de las víctimas de la pandilla Ryno-Skachevsky, se condenó a un residente de Moscú de 22 años, Maxim Rudenko. Siendo inocente, cumplió 3 años y 2 meses de prisión de los 14 años designados por el Tribunal de Distrito de Preobrazhensky de Moscú en una colonia de régimen estricto, a pesar de que Rudenko fue detenido el 7 de abril de 2007 y Ryno el 17 de abril del mismo año. La principal evidencia de la culpabilidad de Maxim Rudenko fue su confesión obtenida después de una golpiza y tortura de 2 horas cometida por agentes del departamento de policía de Preobrazhensky. En 2010, el ex investigador de la oficina del fiscal, Yuri Sergeevich Rykov, que participó en la falsificación de pruebas en un caso penal, fue elegido juez de paz del Tribunal de Distrito de Preobrazhensky de Moscú.
Sin embargo, después de una campaña pública, fue despedido seis meses después. Actualmente es abogado.

## En la cultura popular
El documental "Skinhead" de la serie "Criminal Chronicles".